# Enterprise Application Integration
Enterprise Application Integration forkortet EAI er brugen af software og valg af softwarearkitektur for at få flere softwarebaserede systemer til at udveksle data.
Der findes mange forskellige måder at få to softwarebaseret systemer til at udveksle data på f.eks. kan det ene program skrive en fil på harddisken som det andet program læser eller det ene kan have en webservice som det andet program kalder. To programmer kan også udveksle data via et tredje program til at formidle kommunikationen sådan at de to systemer ikke behøver at kende hinanden, hvilket kaldes for at systemerne er "løst koblet". Hvis en virksomhed har flere systemer er det en fordel at de er løst koblet fordi så kan man udskifte et enkelt af systemerne uden at skulle rette i alle de andre. Man skal kun tilpasse kommunikationen mellem det program der skal udskiftes og kommunikationprogrammet.
Nogle af de teknologier man bruger til at lave løse koblinger er:
- Message teknologier (MQ, JMS, Microsoft BizTalk Server)
- Distribuerede objekter (Corba, DCOM, Web Service)
- Interfacebeskrivelser (IDL, WSDL)
- Dataformater (XML)

## DSL Projekter
- Guaraná DSL Arkiveret 22. juli 2011 hos  Wayback Machine

At ens systemer skal være løst koblet er også et centralt punkt i serviceorienteret arkitektur.